# 기린레코드
기린(麒麟)레코드는 일본의 음반사이며, 태평레코드의 자회사였다.

## 역사
1933년 12월 20일에 설립되었으며 전체 86종의 음반이 발매되었다. 종래 태평레코드는 당시 1원짜리 정규반인데 비해 기린레코드는 훨씬 싼 60전으로 당시로서는 최저가였다. 1935년에 해체되었다. 발매된지 겨우 1년 지나서 해체되었던 탓에 현재는 드물게 발견된다.